# Fleet Glacier
Fleet Glacier är en glaciär i Antarktis. Den ligger i Västantarktis. Argentina, Chile och Storbritannien gör anspråk på området. Fleet Glacier ligger 663 meter över havet.
Terrängen runt Fleet Glacier är bergig åt nordost, men åt sydväst är den kuperad. Terrängen runt Fleet Glacier sluttar söderut.  Trakten är obefolkad. Det finns inga samhällen i närheten. 